# Lykta (hästtecken)

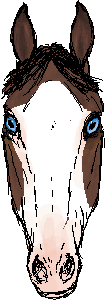

Lykta är ett tecken på hästar. Då är större delen eller hela huvudet vitt. En lykta skiljs från en bläs då det vita går bakom eller fram till ögonen. Ett stort vitt tecken som inte täcker ögonen kan diskuteras om det är en lykta eller en bläs. Ett exempel på lykta/bläs är tävlingshästen Björsells Briar 899. Hästar som har lykta är oftast glosögda, med blå ögon.